# Onderpand
Een onderpand of waarborg is een zekerheid in de vorm van geld, goederen of rechten. Bijvoorbeeld bij een lening is soms sprake van een onderpand: degene die geld leent of aanneemt, geeft een onderpand aan de geldgever. Deze geldgever kan het onderpand opeisen als de lener niet aan zijn verplichtingen voldoet.
Het overhandigen van een fysiek onderpand (vuistpand) door een huurder bijvoorbeeld, is gebruikelijk als zekerheid dat de huurder de geleende of gehuurde zaken (een auto, gereedschap, e.d.) bij de verhuurder terugbrengt.

## Vormen van een onderpand
Het onderpand kan verschillende vormen aannemen:
- Hypothecair onderpand: de inschrijving van een hypotheek op registergoederen (onroerend goed, grote schepen, grote vliegtuigen)
- Vuistpand
- Stil pand
- Cessie van een vordering op naam
- Levering onder eigendomsvoorbehoud
- Goederen waarop het retentierecht wordt uitgeoefend: een fietsenmaker hoeft de fiets pas af te geven na betaling van de reparatiekosten,
- Vooruitbetaling van een aannemer e.d.
- Betaling van een borgsom.
- Margin: onderpand ter dekking van verliezen bij transacties op de beurs

## Voorbeelden van onderpand
Een paar specifieke gevallen:
- Het hotel dat een paspoort in bewaring neemt als zekerheid dat de overnachting wordt betaald. Een hotelgast kan nooit verplicht worden diens paspoort af te geven aan het hotel. Het hotel kan iemand wel de overnachting weigeren als diegene weigert om het paspoort in bewaring te geven.
- Een verhuurder van gereedschap die een paspoort, een rijbewijs of iets dergelijks als onderpand vraagt.
- De portier die een bezoeker om overdracht van een identiteitsbewijs vraagt, voordat men een gebouw of terrein mag betreden.
- Een identiteitsbewijs dat aan de balie van een bibliotheek wordt gevraagd als een kostbaar boek ter inzage wordt gegeven.

Soms is het de bedoeling dat een (geld)lener een waardevol object overhandigt dat bij verkoop voldoende geld oplevert. Soms volstaat een object zoals paspoort of rijbewijs, dat voor de eigenaar onmisbaar is. Een identiteitsbewijs heeft als voordeel dat de identiteit van de wanpresterende tegenpartij gemakkelijk kan worden vastgesteld.
Bij een woning of ander onroerend goed is er sprake van hypothecair onderpand. Op deze manier heeft de geldgever (meestal een financiële instelling) een garantie dat hij zijn geld terug krijgt.
In geval van wanbetaling kan bij een gevestigd pandrecht of hypotheekrecht het onderpand in het openbaar verkopen of veilen. De openbare veiling wordt gehouden, zodat iedereen kan meebieden inclusief de wanbetalende eigenaar.
Bij een pandjesbaas of lommerd kan men bij inlevering van waardevolle voorwerpen zoals sieraden en vaak tegen een hoge rente, snel geld lenen zonder dat daar veel vragen gesteld worden. Dit is handig om even een acuut financieel probleem op te lossen.